# Dracaena steudneri
Espèce
Classification APG III (2009)
Dracaena steudneri est une espèce d'arbres du genre Dracaena.